# Askhat Zhitkeyev
Askhat Zhitkeyev (13 de abril de 1981), é um judoca do Cazaquistão que já conseguiu uma medalha de prata nos Jogos Olímpicos de Verão de 2008 em Pequim.